# Swinging with the Finkels
Swinging with the Finkels (Alternativtitel: Swinging with the Finkels – Langeweile war gestern!) ist eine Komödie von Regisseur Jonathan Newman aus dem Jahr 2010 mit Martin Freeman und Mandy Moore in den Hauptrollen.

## Handlung
Die Modedesignerin Ellie und der Architekt Alvin sind seit neun Jahren verheiratet, doch das Liebesleben zwischen den beiden läuft nicht mehr so wie gewünscht. Die beiden suchen daher jeweils Rat bei Freunden, um wieder Schwung in ihre Beziehung zu bekommen. Aber keiner der Tipps funktioniert. Ein schwuler Freund von Ellie gibt ihr schließlich den Rat, es mit Swingen zu probieren, was sie Alvin auch vorschlägt.
Nach einer Reihe von Gesprächen finden sie das scheinbar passende Paar, um die Partner zu tauschen. Bei einem gemeinsamen Abend kommen sich die Pärchen näher und es sieht so aus, als würden Ellie und Alvin jeweils auf den Tausch eingehen.
Die erhoffte Belebung der Ehe der beiden stellt sich jedoch nicht ein. Ellie und Alvin streiten sich, da sich Alvin unter anderem nicht dafür interessiert, dass Ellie eine wichtige Modenschau vorbereitet. Sie beschließen, sich eine Weile zu trennen und Alvin zieht daraufhin vorübergehend bei einem Freund ein.
Da Alvin bewusst wird, dass die Modenschau viel für Ellie bedeutet, besucht er diese. Er hofft, dort Ellie wieder näher zu kommen, geht jedoch in der Menge der Leute unter. Gemeinsame Freunde planen, die beiden auf einer Silvesterparty wieder zusammenzubringen. Alvin wird jedoch aufgehalten und kommt zu spät. Er verpasst Ellie nur knapp, die auf ihn gewartet hat. Sie kehrt jedoch zurück. Es kommt endlich zur Aussprache zwischen den beiden und ihnen wird bewusst, dass sie sich lieben und weiter zusammenbleiben wollen.
Ellie schenkt Alvin ein Paar Kinderschuhe, um ihm damit zu sagen, dass sie schwanger ist. Alvin ist sich kurz unsicher, ob das Kind tatsächlich von ihm ist und nicht von dem Tauschpartner. Ellie kann ihn jedoch beruhigen, denn wie ihnen erst jetzt bewusst wird, haben beide an dem Tauschabend kalte Füße bekommen und sind jeweils nicht auf den Tausch eingegangen.

## Hintergrund
Der Film ist die Langfassung des Kurzfilms Sex with the Finkels von Jonathan Newman aus dem Jahr 2008. In der deutschen Synchronfassung wurde der Name der weiblichen Hauptrolle von Sarah in Ellie geändert.

## Veröffentlichung
Der Film wurde 2010 im Rahmen des Cannes Film Market gezeigt. In Großbritannien und Irland lief Swinging with the Finkels ab dem 17. Juni 2011 in den Kinos. In den Vereinigten Staaten wurde er ab dem 26. August 2011 in ausgewählten Kinos gezeigt. In Deutschland wurde der Film am 1. Juli 2011 auf DVD veröffentlicht.

## Kritik
„Unterm Strich ist „Swinging with the Finkels – Langeweile war gestern!“ eine nette, teilweise sehr derbe Komödie mit romantischem Einschlag geworden. Nicht mehr, aber auch nicht weniger.“

„Ein trotz des frivolen Themas eher harmloser Film, der als Farce auf die moderne Ehe und ihre Herausforderungen verstanden werden will, dem aber die dazu nötige satirische Schärfe fehlt.“